# TV di Fastweb
TV di FASTWEB è stata una piattaforma televisiva commerciale italiana per la iptv. La piattaforma era a pagamento e fornita agli utenti da FASTWEB esclusivamente in Italia su fibra ottica o doppino telefonico (in tecnologia ADSL), della sua rete di telecomunicazione.
Commercialmente TV di FASTWEB era inserita in un'offerta che prevedeva obbligatoriamente anche la sottoscrizione di un servizio di telefonia fissa e di un servizio di accesso a Internet, entrambi forniti in abbonamento da FASTWEB S.p.A.; inoltre l'abbonamento a tali servizi includeva obbligatoriamente tutte le chiamate alla rete telefonica fissa nazionale italiana oppure tutto il traffico Internet.
TV di FASTWEB è stata la prima piattaforma televisiva commerciale in tecnologia IPTV disponibile in Italia.
Il servizio è terminato il 5 novembre 2012 perché, secondo l'azienda, il servizio, che durante il suo massimo splendore aveva 200 000 abbonati, non è mai decollato in circa un decennio di esistenza.

## Offerta commerciale
Commercialmente TV di Fastweb era articolata nelle seguenti quattro offerte:
- Decoder Unico Base;
- FastwebTV;
- Sky Italia;
- Mediaset Premium.

Le offerte commerciali Decoder Unico Base e FastwebTV erano sottoscrivibili con Fastweb. Sky è una piattaforma televisiva commerciale del gruppo News Corporation ed era sottoscrivibile con la controllata Sky Italia. Mediaset Premium è una piattaforma televisiva commerciale del gruppo Mediaset ed era sottoscrivibile con la controllata RTI.
Le quattro offerte commerciali erano sottoscrivibili solo in alcune combinazioni. Decoder Unico Base era sottoscrivibili da sola oppure congiuntamente a Mediaset Premium. FastwebTV era sottoscrivibile da sola oppure congiuntamente a Sky e/o Mediaset Premium. Sky era sottoscrivibile da sola oppure congiuntamente a Mediaset Premium e/o FastwebTV. Mediaset Premium era sottoscrivibile solo congiuntamente ad una delle altre tre offerte commerciali oppure congiuntamente a FastwebTV e Sky.
Commercialmente Sky era a sua volta articolata in varie offerte chiamate "pacchetti" (gruppi di servizi televisivi) e "option" (singoli servizi televisivi opzionali ai pacchetti), sottoscrivibili solo in alcune combinazioni. I pacchetti Sky erano Intrattenimento, News, Documentari, Musica, Bambini, Mondo (l'unione dei precedenti cinque pacchetti), Cinema, Sport e Calcio. Anche Mediaset Premium commercialmente era articolata in due pacchetti che sono Premium Bouquet e Premium Calcio.
L'offerta commerciale Decoder Unico Base prevedeva solo un costo di attivazione una tantum. Per le altre tre offerte commerciali invece era previsto un canone d'abbonamento mensile.

## Tecnologie
La TV di Fastweb era basata sulla tecnologia IPTV e veniva fornita su linea ADSL, ADSL2+ o fibra ottica di Fastweb.

### Video on demand
La tecnologia IPTV permette di offrire il servizio video on demand cioè la possibilità di fruire di un programma televisivo in qualsiasi momento non appena lo richiede l'utente. Il contenuto è gestibile dall'utente con funzioni di pausa, avanti e indietro veloce. Il STB ricorda i contenuti parzialmente usufruiti e propone che la visione riprenda dal punto in cui è stata interrotta.

## Copertura territoriale
La piattaforma era disponibile per un vasto numero di località, ovvero quelle servite dalla rete Fastweb. Oltre che con la fibra ottica era possibile fruire di TV di Fastweb anche attraverso una linea ADSL o ADSL2+ se il cavo telefonico permetteva al segnale di arrivare con qualità sufficiente (verifica effettuabile solo in seguito alla sottoscrizione dell'abbonamento ai servizi Fastweb).

## Servizi televisivi
L'offerta commerciale Decoder Unico Base permetteva la fruizione, attraverso la rete di Fastweb e in tecnologia IPTV, delle televisioni lineari Rai 1, Rai 2, Rai 3, Rete 4, Canale 5, Italia 1, LA7, MTV, Telelombardia, delle televisioni on demand ONtv Film, ONtv Film HD, Area Adulti, dei servizi interattivi FASTGame (servizio di videogiochi lanciato a giugno 2005, realizzato in collaborazione con il Gruppo Leader), FASTKids, Disney's Magic English e dei servizi REPLAYTV (servizio che permette di rivedere tutti i programmi trasmessi negli ultimi tre giorni dalle televisioni lineari dell'offerta commerciale Decoder Unico Base), VIDEOREC (servizio di PVR), HD - Alta Definizione (servizio che permette la fruizione dei servizi televisivi in alta definizione compresi nell'offerta commerciale sottoscritta).
Solo i contenuti di ONtv Film inseriti in un'offerta commerciale chiamata Cineclub erano però compresi nell'offerta commerciale Decoder Unico Base, i rimanenti erano offerti in pay per view quindi con costi supplementari rispetto a quelli dell'offerta commerciale Decoder Unico Base. Anche i servizi interattivi FASTGame, FASTKids, Disney's Magic English e i servizi VIDEOREC e HD - Alta Definizione avevano costi propri supplementari a quelli dell'offerta commerciale Decoder Unico Base.
L'offerta commerciale Decoder Unico Base permetteva inoltre la fruizione di molti servizi televisivi della televisione digitale terrestre disponibili nella propria zona di residenza. Questo perché, come spiegato nel paragrafo "Decoder Unico", il set-top box fornito in comodato d'uso da Fastweb S.p.A. per la ricezione di TV di Fastweb è anche un decoder digitale terrestre. In particolare tale set-top box permmetteva di ricevere le televisioni e le radio free to air (cioè gratuiti e non criptati) e la piattaforma televisiva commerciale a pagamento dahlia TV. Restano quindi esclusi i servizi interattivi in standard MHP (lo standard adottato in Italia per i servizi interattivi a contenuto multimediale) e tutte le altre offerte commerciali a pagamento diverse da dahlia TV. Per ricevere dahlia TV era necessario richiedere a Fastweb l'abilitazione alla ricezione, abilitazione per la quale è richiesto un importo una tantum, e poi sottoscrivere un abbonamento con il fornitore di Dahlia TV: Dahlia TV S.r.l..
L'offerta commerciale FastwebTV offriva tutti i servizi dell'offerta commerciale Decoder Unico Base più un ampio archivio di contenuti video on demand suddivisi in vari servizi televisivi. Parte dei contenuti erano però in pay per view quindi con costi supplementari a quelli dell'offerta commerciale FastwebTV. Inoltre FastwebTV offriva anche varie televisioni lineari non disponibili con l'offerta commerciale Decoder Unico Base.
Con l'offerta commerciale Sky si avevano tutti i servizi televisivi dell'offerta commerciale Decoder Unico Premium e la maggior parte dei servizi televisivi della piattaforma televisiva commerciale Sky disponibili via satellite.
Con l'offerta commerciale Mediaset Premium si avevano anche i servizi televisivi dei pacchetti Premium Bouquet e/o Premium Calcio.

## Decoder Unico
Per fruire delle offerte della TV di Fastweb era necessario un set-top box fornito da Fastweb in comodato d'uso e chiamato Decoder Unico (o VideoStation).
Il Decoder Unico Fastweb rappresentava l'unico modo per fruire del servizio: in commercio non esistevano né set-top box, né televisori che permettessero la fruizione della TV di Fastweb.

### Collegamento del Decoder Unico
Il Decoder Unico disponeva di un ingresso per il cavo Ethernet che consentiva il collegamento con il CPE (o HAG) Fastweb installato in casa di ogni utente. Perché il Decoder funzionasse era necessario che il collegamento fosse attivo in quanto il segnale video era trasmesso attraverso la rete internet su protocollo IP.

Il Decoder Unico poteva essere collegato alla TV tramite cavo SCART o HDMI.
L'installazione del Decoder veniva effettuata direttamente dal tecnico Fastweb che predisponeva il collegamento ed effettua la prima accensione con il cliente.

### Digitale Terrestre
Il Decoder Unico oltre a permettere la fruizione dei servizi televisivi della TV di Fastweb consentiva anche l'accesso gratuito ai servizi televisivi del Digitale Terrestre in quanto era anche un decoder DVB-T. I servizi televisivi della televisione digitale terrestre fruibili con il Decoder Unico erano i canali televisivi in chiaro (cioè non criptati), anche in Alta Definizione, e i relativi servizi interattivi in standard MHP. Non erano fruibili le offerte a pagamento via Digitale Terrestre.
Era possibile abbonarsi all'offerta Mediaset Premium in quanto disponibile via IPTV alla stregua dell'offerta di Sky Italia.
Per ricevere i canali in chiaro della televisione Digitale Terrestre era necessario inserire il cavo d'antenna TV di casa nell'ingresso antenna posto nel pannello posteriore del Decoder e accertarsi che la propria zona di residenza fosse coperta dal segnale.

### Alta Definizione (HD)
Il Decoder Unico di Fastweb era dotato di uscita HDMI e di decoder MPEG-4 integrato per i segnali HD ricevuti sia via IPTV sia via digitale terrestre. Prima della chiusura erano disponibili in modalità Video on demand alcuni contenuti HD nei canali ONtv HD, ONtv FILM HD e Sexxxzone HD.

## Accordi commerciali
All'inizio di ottobre 2006 Fastweb annunciò un accordo in base al quale l'intero bouquet Sky, con i suoi oltre cento canali, sarebbe diventato disponibile con la TV di Fastweb. L'offerta Sky via Fastweb fu lanciata ufficialmente nel marzo del 2007.
Dal 20 agosto 2009 anche l'offerta Mediaset Premium era disponibile sulla TV di Fastweb in seguito ad un accordo tra Fastweb e Mediaset annunciato pochi mesi prima.
Sky e Mediaset Premium erano disponibili, entrambe via IPTV, sulla TV di Fastweb come offerte a pagamento sottoscrivibili dagli utenti con gli stessi prezzi delle corrispondenti offerte su satellite e digitale terrestre.